# 久保田インターチェンジ
久保田インターチェンジ（くぼたインターチェンジ）は、佐賀県佐賀市にある有明海沿岸道路（佐賀福富道路）のインターチェンジである。

## 歴史
- 2011年3月6日 : 嘉瀬南IC-久保田IC間開通に伴い供用開始[1]
- 2013年3月30日 : 久保田IC-芦刈IC間開通[2]

## 接続する道路
- 佐賀県道48号佐賀外環状線

## 隣
有明海沿岸道路（佐賀福富道路）
嘉瀬南IC - 久保田IC - 芦刈IC